# اختبار السقوط المخروطي
اختبار السقوط المخروطي الذي يُسمى أيضاً اختبار الاختراق المخروطي وَهو بَديل لِطريقة كاساغراندي لِقياس حَد السيولة لِعينة التربة. وكثيراً ما يُفضل طَريقة كاساغراندي لأنها الأكثر تكراراً وأقل مُتغيرات مَع مختلف العوامل.في الاختبار، يَتم وَضع عَينة التربة في قطر 55 ملم، 40 ملم كوب معدني عَميق. يَتم وَضع مَخروط الفولاذ المقاوم للصدأ وزنه 80 غرام(بما في ذلك الرمح) بزاوية 30 درجة بحيث يترك ليلامس العينة. ويتم تَحرير المخروط لمدة 5 ثواني بحيث قد يخترق التربة. ويُعَرَّف حَد السيولة بِأنه المحتوى المائي للتربة الذي يَسمح لِلمخروط بِاختراق 20 ملم بالضبط خلال تلك الفترة الزمنية. لأنه مِنَ الصَّعب الحُصول عَلى اختبار مَع اختراق 20 ملم فقط، ويتم تنفيذ الإجراء عدة مرات مع مجموعة من محتويات المياه والنتائج تكون عبارة عن استقراء داخلي.